# Temple protestant de Monaco
Le temple protestant de Monaco est un lieu de culte situé 7 rue Louis Notari à Monaco. La paroisse est associée à celle du temple protestant de Menton, et est membre de l'Église protestante unie de France.

## Histoire
En 1958, un industriel suisse, Adam Oser, créé une fondation pour élever un temple réformée à Monaco. Cela fait suite à la mort de son épouse Marie, dont les obsèques ont lieu à l'église anglicane Saint-Paul de Monaco, faute de temple de sa confession. L'association dépose ses statuts le 18 mai 1958. C'est une des églises non-catholiques de Monaco, religion d'état officielle de l’État dans le cadre du concordat.
Le 9 octobre 1959 est inauguré le temple en présence du pasteur Marc Boegner, président de la Fédération protestante de France et de l'Église réformée de France et du pasteur Willem Visser 't Hooft, secrétaire général du Conseil œcuménique des Églises. 

## Architecture
La façade, orienté à l'est vers le port, est de forme rectangulaire, avec une matrice de verre de 14 carreaux de côté. Une grande croix à bords blanc s'élève au-dessus des portes, sur lesquelles sont gravées deux croix huguenotes. Sur le fronton est écrit Église réformée de Monaco en lettres capitales noires. Un auvent à caisson protège l'accès, qui se fait par dix marches. Un clocher ajouré garde le coin de la rue.
L'intérieur est épuré, avec une Bible posée sur la table de communion en marbre vert. Une fenêtre cruciforme s'ouvre dans le mur du fond. Les vitraux sont non-figuratifs, blancs sur les côtés et à motifs géométriques ocre en façade. Le temple abrite un orgue Tamburini, qui est utilisée par les élèves de l'Académie de musique voisine (Fondation Prince Rainier III). 